# AN/PRC-77

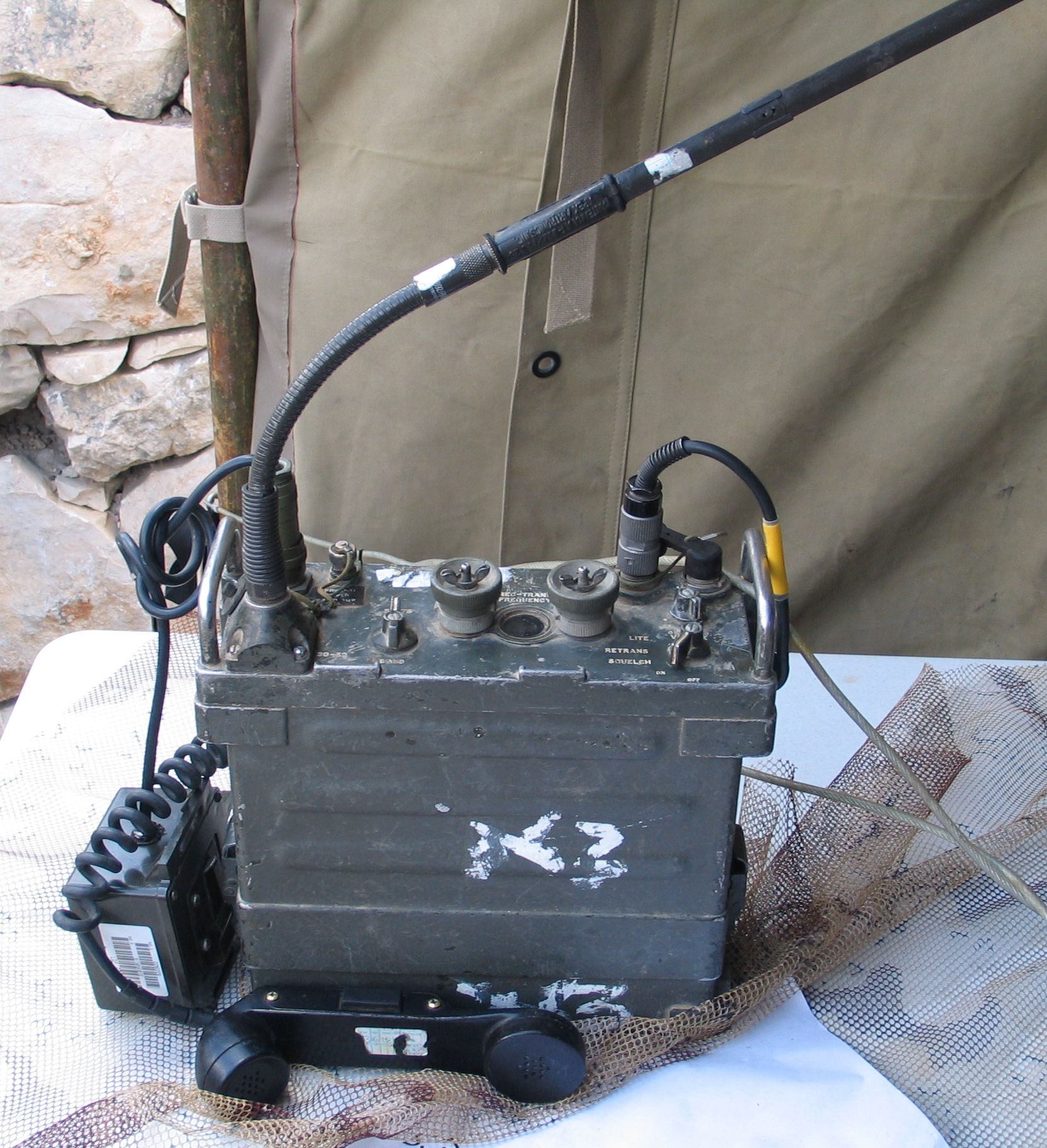
Радиостанция AN/PRC 77

AN/PRC-77 — американская военная носимая FM-радиостанция ближней связи (может транспортироваться в пешем порядке, либо устанавливаться на автотранспортное средство). Принята на вооружение в 1968 году, в период войны во Вьетнаме. Является модернизацией радиостанции AN/PRC-25, имеет усилитель повышенной мощности и устройство шифрования голоса. В комплект к радиостанции входит приёмник-передатчик RT-841.
Летом 1968 года PRC-77 стала поступать в контингент американских войск во Вьетнаме.

## Производство
Радиостанции PRC-25, PRC-77 и приёмники-передатчики RT-841 выпускались серийно сначала на заводе Radio Corp. of America в Камдене, Нью-Джерси (заказы размещались в 1967 г.), а затем на заводах Electrospace Corp. в Гарден-Сити, Глен-Коуве и Вестбери, Лонг-Айленд (заказы размещались в 1968, 1970, 1971, 1972 гг.). Также заказы размещались на заводе Hamilton Watch Co. в Ланкастере, Пенсильвания (1970 г.).

## Основные технические характеристики

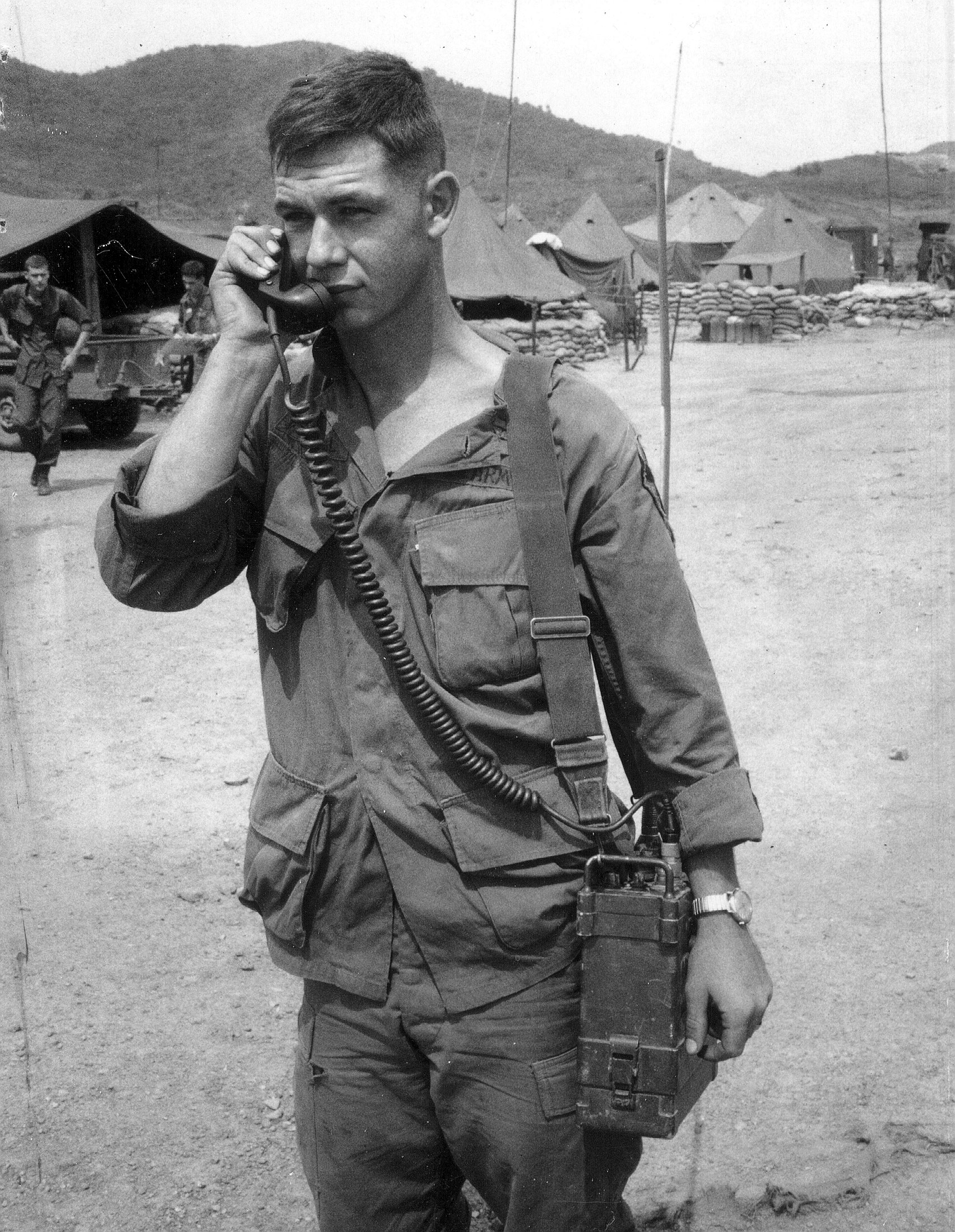
Радиостанция PRC-25

- Диапазон рабочих частот: 30,00 до 52,95 МГц (канал Low); 53,00 до 75,95 МГц (канал High)
- Каналы: 920 каналов на двух диапазонах с шагом 50 кГц
- Тип излучения: 30K0 F3E (FМ)
- Мощность: от 1,5 Вт до 2,0 Вт
- Дальность передачи: до 8 км
- Подавление гармонических составляющих:
- Стабильность частоты:
- Чувствительность (в ЧМ режиме):
- Избирательность по соседнему каналу:
- Водонепроницаемость:
- Поддержка шифрования: есть
- Источник питания: BA-4386 / U, BA-398 / U или BA-55 984
- Поддерживаемые протоколы (waveforms):
- Вес: 13,75 фунта (6,2 кг)
- Внешние интерфейсы: гарнитура[1].